# L'Homme qui regardait les fenêtres
L'Homme qui regardait les fenêtres (àrab: رجل ونوافد, Rajul wa-nawāfid, ‘Home i finestres’) és una pel·lícula franco-algeriana dramàtica dirigida per Merzak Allouache el 1986.

## Sinopsi
Monsieur Rachid, un vell bibliotecari, funcionari desil·lusionat, s'atura en els seus records, el seu recent trasllat, insuportable. Segons ell, el destí el persegueix i el seu cap jeràrquic és l'origen de les seves diverses desventures, raó per la qual el mata.

## Repartiment
- Fazia Chemloul
- Allel El Mouhib
- Hadj Smaine